# Alice Faye
Alice Faye (nacida como Alice Jeane Leppert; Nueva York, 5 de mayo de 1915–Rancho Mirage, de California, 9 de mayo de 1998) fue una actriz y cantante estadounidense. Es recordada por su estrellato con 20th Century Fox y, posteriormente, por su actuación junto a su marido, el músico y actor Phil Harris, en una comedia radiofónica de situación. También se la recuerda por el tema ganador de un Óscar «You'll Never Know», el cual interpretaba en el musical de 1943 Hello, Frisco, Hello, y por su único gran éxito, «There's a Lull in My Life», de la película Wake Up and Live (1937).

## Inicios
Sus padres eran Charley y Alice Leppert, un policía de origen alemán y su esposa, de origen irlandés. La carrera de Faye en el mundo del espectáculo se inició como corista en el vodevil (no superó una prueba con las Ziegfeld Follies al revelarse que era demasiado joven), antes de trabajar en el teatro en Broadway y tener un papel en la edición de 1931 de la revista George White's Scandals. En esa época ya había adoptado su nombre artístico y había pasado una prueba para el programa radiofónico de Rudy Vallee The Fleischmann Hour (1932-1934), en el que conoció a su futuro marido: Phil Harris.

## Carrera cinematográfica
Mientras tanto, en 1934 llegó su gran oportunidad en el cine, cuando Lilian Harvey abandonó el primer papel en una versión filmada de George White's 1935 Scandals, en la que Vallee también actuaba. Contratada para interpretar un número musical con Vallee, finalmente Faye hizo el primer papel femenino. Gracias a ello se hizo famosa en la década de 1930, particularmente cuando el directivo de Fox Darryl F. Zanuck la tomó bajo su protección. Bajo su tutela, la personalidad de Faye pasó de ser la de una ocurrente corista a la de una joven y de algún modo maternal figura, tal y como apareció en algunos de los filmes de Shirley Temple, tales como "Stowaway" y "Poor little rich girl".
Faye también recibió un maquillaje físico, y pasó de ser como una versión musical de Jean Harlow a tener una figura más suave, con un tono más natural en su pelo rubio. Esta transición fue prácticamente argumento del filme Alexander's Ragtime Band (1938), en el cual el ascenso social del personaje de Faye se dramatiza mediante una imagen progresivamente elegante.
Elegida para interpretar principalmente musicales, Faye llevó a la lista de éxitos muchas canciones populares. Considerada más cantante que actriz, Faye hizo la que muchos críticos consideran su mejor actuación en el filme In Old Chicago (1937). Finalmente, acabó trabajando con actores de la talla de Vallee, Al Jolson, Charlotte Greenwood, Edward Everett Horton, Don Ameche, Tyrone Power y John Payne.
Faye se benefició del cine en color, brillando en musicales que fueron marca distintiva de la Fox en la década de 1940. Con frecuencia interpretaba a una cantante, a menudo escalando puestos en la sociedad, permitiendo todo ello situaciones que abarcaban desde lo conmovedor hasta lo cómico. Filmes tales como Weekend in Havana (1941) y That Night in Rio (1941), como una aristócrata brasileña, hicieron un buen uso de la ronca voz de Faye, su vis cómica y su instinto para llevar a buen puerto los románticos guiones de la época. La película de 1943 The Gang's All Here es posiblemente el mejor ejemplo de aquellas producciones, con suntuosas producciones y una serie de personajes secundarios (incluyendo a la memorable Carmen Miranda en el indescriptible número "Lady in the Tutti-Frutti Hat") que camuflaban una historia trivial pensada para el ocio.

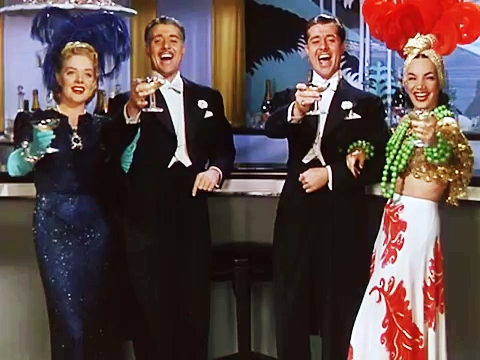
Faye con Carmen Miranda y Don Ameche.

En 1943, tras tomar un año de asueto a fin de cuidar de su primera hija, Faye protagonizó el musical en Technicolor Hello, Frisco, Hello. Fue en este filme donde cantó su canción más conocida, "You'll Never Know". Estrenada durante la Segunda Guerra Mundial, la película fue una de las favoritas de Faye y uno de los mayores éxitos de taquilla de la Fox.
La carrera de Faye continuó hasta 1944, cuando fue elegida para trabajar en Fallen Angel. Pensado como vehículo para el trabajo de Faye, el filme acabó siendo su epitafio cinematográfico cuando Zanuck, intentando dar relevancia a su nueva protegida, Linda Darnell, ordenó que se cortasen muchas escenas de Faye para dar énfasis a las de Darnell. Cuando Faye vio el producto final, salió del estudio de la Fox negándose a volver, sintiéndose minusvalorada de manera deliberada por Zanuck.
Parece ser que Zanuck habría incluido a Faye en una lista negra por incumplimiento de contrato, acabando con su carrera cinematográfica. Estrenada en 1945, Fallen Angel fue el último filme de Faye como una de las principales estrellas de Hollywood. Diecisiete años después de la debacle de Fallen Angel, Faye volvió a ponerse delante de las cámaras, en el título State Fair (1962). Aunque Faye recibió buenas críticas, la película no fue un gran éxito, y posteriormente hizo únicamente esporádicos cameos.

## Matrimonio y carrera radiofónica
El primer matrimonio de Faye, con Tony Martin en 1937, acabó en divorcio en 1940. Un año más tarde, sin embargo, se casaba con Phil Harris. Este matrimonio se convirtió en argumento en un episodio del exitoso show radiofónico presentado por Jack Benny.
La pareja tuvo dos hijas, Alice (nacida en 1942) y Phyllis (nacida en 1944), y empezaron a trabajar juntos en la radio cuando la carrera cinematográfica de Faye declinaba. Primero formaron equipo presentando un show de variedades para la NBC, The Fitch Bandwagon, en 1946. Originalmente concebido como un programa musical, el matrimonio lo convirtió en un producto de humor que los convirtió en estrellas. Hacia 1948 el show ya era una sitcom con un interludio musical para cada uno de los dos, y el nombre del mismo pasó a ser The Phil Harris-Alice Faye Show.
El talento cómico de Harris ya era familiar gracias a The Jack Benny Show, donde daba vida a un director de orquesta. En su propio show, el músico Harris y la cantante y actriz Faye trabajaban junto a Elliott Lewis, Walter Tetley, Robert North y Gale Gordon. Las dos hijas del matrimonio eran interpretadas por Jeanine Roos y Anne Whitfield. Escrito casi siempre por Ray Singer y Dick Chevillat, el show se emitió en las instalaciones radiofónicas de la NBC hasta 1954.

## Últimos años
Faye y Harris siguieron con varios proyectos, tanto a título individual como juntos, durante el resto de sus vidas. Faye volvió a Broadway tras 43 años en una reposición de Good News, junto a su antiguo compañero de la Fox John Payne (que fue reemplazado por Gene Nelson). En sus últimos años Faye fue portavoz de la empresa Pfizer Pharmaceuticals, promoviendo las virtudes de una vejez activa. El matrimonio duró hasta el fallecimiento de Harris en 1995. Antes de ello, donaron un gran volumen de sus objetos de interés a la localidad natal de Harris, Linton, Indiana.
Tres años después de la muerte de su marido, Alice Faye falleció en Rancho Mirage, California, a causa de un cáncer de estómago, a los 83 años de edad. Fue incinerada, y sus cenizas descasan junto a las de Phil Harris en el Cementerio Forest Lawn cerca de Palm Springs (California). Tiene una estrella en el Paseo de la Fama de Hollywood en reconocimiento a su contribución al cine en el 6922 de Hollywood Boulevard.

## Filmografía
Largometrajes:
- George White's Scandals (1934)
- Now I'll Tell (Noches de Nueva York)
- She Learned About Sailors (Aprendió de los marinos)
- 365 Nights in Hollywood
- George White's 1935 Scandals (1935)
- Every Night at Eight (A las ocho en punto) (1935)
- Music Is Magic (1935)
- King of Burlesque (1936)
- Poor Little Rich Girl (Pobre niña rica) (1936)
- Sing, Baby, Sing (1936)
- Stowaway (1936)
- In Old Chicago (1937)
- On the Avenue (1937)
- You Can't Have Everything (1937)
- Wake Up and Live (1937)
- You're a Sweetheart (1937)
- Sally, Irene and Mary (1938)

- Alexander's Ragtime Band (1938)
- Tail Spin (1939)

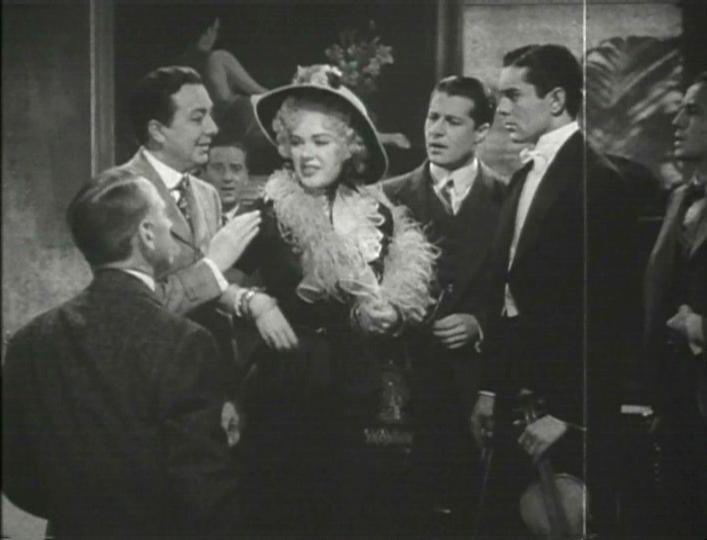
Jack Haley, Alice Faye, Don Ameche y Tyrone Power en un fotograma del reclamo de la película de Henry King Alexander's Ragtime Band (1938), cuyo título estaba tomado de una canción homónima publicada por Irving Berlin en 1911.

- Rose of Washington Square (Es mi hombre) (1939)
- Hollywood Cavalcade (1939)
- Barricade (1939)
- Little Old New York (El despertar de una ciudad) (1940)
- Lillian Russell (1940)
- Tin Pan Alley (1940)
- That Night in Rio (1941)
- The Great American Broadcast (1941)
- Week-End in Havana (A La Habana me voy) (1941)
- Hello, Frisco, Hello (1943)
- The Gang's All Here (1943)
- Four Jills in a Jeep (1944)
- Fallen Angel (1945)
- State Fair (1962)
- Won Ton Ton, the Dog Who Saved Hollywood (1976)
- Every Girl Should Have One (1978)
- The Magic of Lassie (1978), una de las películas de la famosa perra
- A Century of Cinema (1994) (documental)
- Carmen Miranda: Bananas is my Business (1995) (documental)

Cortos:
- The Hollywood Gad-About (1934)
- Cinema Circus (1937)
- Screen Snapshots: Seeing Hollywood (1940)
- Screen Snapshots: Hawaii in Hollywood (1948)
- We Still Are (1985)